# Дерсу Узала
Дерсу Узала (рус. Дерсу Узала, јап. デルス·ウザーラ) је руски филм снимљен 1975. у режији Акире Куросаве. Главне улоге тумаче Максим Мунзук, Јуриј Саломин и Светлана Данилченко.

## Радња
Прича је смештена на прелазу векова и базирана на причи Владимира Арсењева. Експедиција предвођена капетаном Владимиром Арсењевим полази у истраживање и мапирање земљишта области око реке Усури у Сибир. Ускоро у неистраженим шумским пространствима срећу припадника Голда по имену Дерсу Узала, који постаје водич експедиције. Дерсу Узала је један старији, кривоногоги, сеоски шумар. Прича говори о погледима на свијет и номадском начину живота Голда предтсављеном у лику Дерсу Узале, као и капетановом пријатељству са њим.
После пет година од прве експедиције, официр се враћа у сибир да заврши посао и радује се што ће поново видети Дерсуа, али увиђа да старца више не служи здравље. У дирљивом делу филма, добронамерни цртач карата покушава да одведе Дерсуа својој кући назад у цивилизованије регије, али схвата да иако је старац њему помогао да преживи у Сибиру, он се не може одужити тако што ће уклопити Дарсуа у друштво.

## Улоге
| Глумац              | Улога                    |
| ------------------- | ------------------------ |
| Максим Мунзук       | Дерсу Узала              |
| Јуриј Саломин       | капетан Владимир Арсењев |
| Светлана Данилченко | госпођа Арсењев          |
| Дмитриј Коршњиков   | Вова                     |

## Награда Оскар
Дерсу Узала је освојио Оскара за најбољи страни филм.